# Capela dos Reis Magos
Cappella dei Re Magi ou Capela dos Reis Magos é uma pequena capela de Roma, Itália, localizada no rione Colonna, integrada ao Palazzo di Propaganda Fide e de frente para a via di Propaganda. É dedicada a Cristo adorado pelos Reis Magos.

## História
A igreja foi construída pela primeira vez por Gian Lorenzo Bernini, com uma planta oval, durante as obras de reconstrução do Palazzo Ferrattini. Com a ascensão do papa Inocêncio X Pamphilj, a direção da obra foi tirada de Bernini e entregue a Francesco Borromini. Ele restruturou o quarteirão inteiro e, depois de demolir a igreja de Bernini, a reconstruiu entre 1662 e 1664. A decoração foi realizada nos dois anos seguintes. A igreja foi consagrada apenas em 18 de abril de 1729. No século XIX, ela foi redecorada em mármore falso, removida em 1955.

## Obras de arte
No interior estão uma "Conversão de São Paulo", de Carlo Pellegrini (1635), na primeira capela à direita; no altar-mor, está uma "Adoração dos Magos", de Giacinto Gimignani (1634), e "Missão dos Apóstolos", de Lazzaro Baldi, todas elas vindas da antiga igreja de Bernini.